# Вінниччина (телеканал)
Ві́нниччина — український регіональний (обласний) недержавний телевізійний канал.

Основний напрям — інформаційно-публіцистичні програми, художні фільми для всієї сім'ї, молодіжні, дитячі і спортивні передачі.
ТРК «Вінниччина» транслювалась на 33-му дециметровому каналі. Перестав мовити в аналоговій мережі у травні 2015 через заборгованість перед КРРТ.
Відновив мовлення в мережі Т2 на початку квітня 2016 року.
З літа 2023 року співпрацює з вінницькою комунальною радіостанцією "Місто над Бугом", транслюючи в записі відеоверсії програм радіо.

## Адреса
21100, м. Вінниця, вул. Театральна, 15